# 单花景天
单花景天（学名：Sedum correptum）为景天科景天属的植物。分布在不丹以及中国大陆的四川等地，生长于海拔4,150米至4,300米的地区，一般生长在山坡石上，目前尚未由人工引种栽培。